# Мясоед

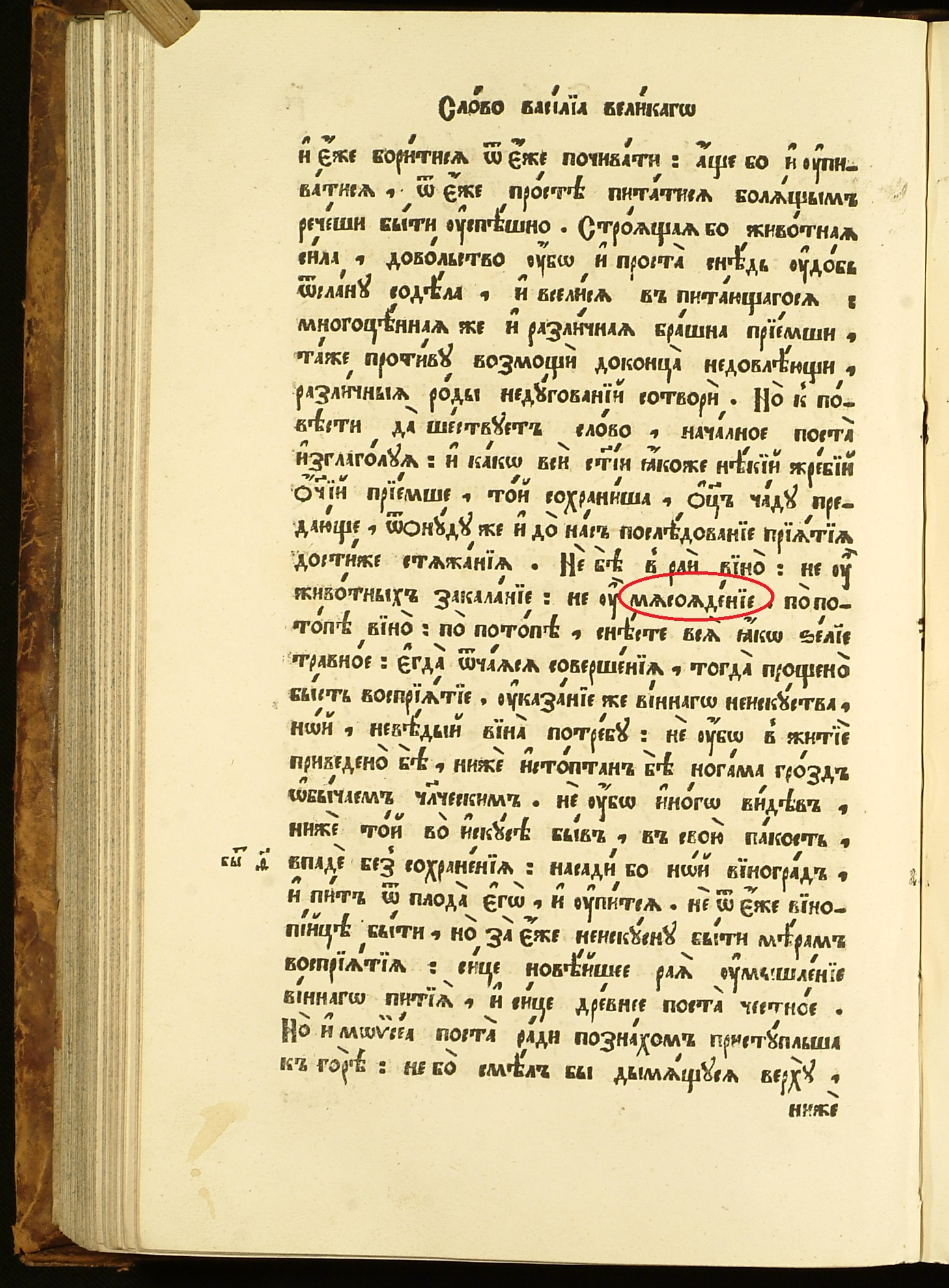
«Соборник» 1647 года издания. Москва. «Иже во святых отца нашего Василиа, архиепископа Кесарии Каподакийския, Слово о Посте, в пяток сырный» (в пятницу сырной седмицы), в котором для наглядности выделено красным контуром упоминаемое слово «мясоядение».

Мясое́д (устар. «мясоя́стие»; ст.‑слав. мѧсаѧде́ние, мѧсоѧ́стїе) — период, когда по церковному уставу разрешена мясная пища. Обычно это время после какого-либо поста.
Традиционно различают четыре мясоеда:
- весенний: между Великим и Петровым постами (с Пасхи по День Святой Троицы включительно);
- летний: между Петровым и Успенским постами (с Дня Петра и Павла до праздника в честь Происхождения Животворящего Креста ;
- осенний: между Успенским и Рождественским постами;
- зимний: с Рождества Христова 25 декабря (7 января) до Недели мясопустной — предпоследнего воскресенья перед Великим постом).

При этом в течение всего года православный устав предписывает однодневные посты по средам и пятницам. В летний и осенний мясоеды по этим дням скоромная пища запрещена. В весенний и зимний же мясоеды в эти дни разрешена рыба.
Мясоед, вместе с тем, пора свадеб. Временем для венчания избираются обыкновенно, особенно в крестьянском быту, осенний и зимний мясоед. Первый обнимает период с 15 августа по 14 ноября (по старому стилю), но порой свадеб являются лишь октябрь и первая половина ноября, что объясняется частью экономическими причинами (к октябрю уже подведён итог урожая), частью религиозными воззрениями народа, считающего праздник Покрова Пресвятой Богородицы (1(14) октября) покровителем свадеб.
Из 592 512 свадеб, справленных в течение 1881—1890 гг., приходилось на октябрь 106 566, на ноябрь 87 382, на январь 146 810 и на февраль 74 960; на все прочие месяцы упадало 176 794 свадьбы, или только 29 % общего их числа.